# Гусев, Николай Николаевич (шахматист)
Николай Николаевич Гусев (1922 — ?) — советский шахматист, мастер спорта (1961). 11-кратный чемпион Таджикской ССР.

## Биография
Работал учителем.
Организатор шахматного движения в Таджикской ССР. Чемпион Таджикской ССР с 1946 по 1961 гг. Неоднократный участник полуфиналов чемпионатов СССР. В составе сборной Таджикской ССР участвовал в командном чемпионате СССР 1958 г.
В 1950 г. ему было предоставлено право играть квалификационный матч на звание мастера с В. Н. Пановым. Матч завершился в пользу Панова со счетом 1½ : 7½.
С середины 1960-х гг. жил в Казахской ССР. Выступал за ВФСО «Динамо» в Алма-Ате. Тренировал 11-кратную чемпионку Казахской ССР, участницу четырех женских чемпионатов СССР, первую женщину в республике, ставшую мастером спорта СССР по шахматам, А. Э. Муслимову.